# Familia Lavalas
Familia Lavalas (en criollo haitiano: Fanmi Lavalas; Lavalas significa «inundación» en criollo haitiano) es un partido político socialdemócrata en Haití. Su líder es el ex presidente haitiano Jean-Bertrand Aristide. Ha sido una fuerza poderosa en la política haitiana desde 1991. Los gobiernos de la Familia Lavalas (Fanmi Lavala) defienden una política de "crecimiento con equidad" basada en principios socialdemócratas de Europa occidental. Los gobiernos de Fanmi Lavalas han enfatizado la inversión en educación y atención médica como sus prioridades y han rechazado las medidas de austeridad del Fondo Monetario Internacional.

## Historia
El Proyecto Lavalas surgió como un poderoso movimiento social a finales de los años 1980, y respaldó la campaña electoral de Jean Bertrand Aristide en 1990. El establecimiento del movimiento Lavalas como partido político formal, rebautizado como Familia Lavalas (Fanmi Lavalas), tuvo lugar en 1996 como una escisión por Aristide del Partido político haitiano  Organización del Pueblo en Lucha (OPL) sobre la cuestión de su reanudación de los tres años que perdió en el exilio tras el golpe de 1991   Se conocen dos razones principales para su creación: 
(1) permitir que el movimiento Lavalas siga siendo inclusivo al mismo tiempo que se oponía a las políticas neoliberales de la OPL, de influencia extranjera, que fue una de las condiciones para el regreso de Aristide al poder en 1994; 
(2) impedir que políticos rivales arrebaten el liderazgo del movimiento a Aristide y otros líderes más de izquierda. El ejército haitiano derrocó al primer gobierno de Aristide en 1991, "Fanmi Lavalas" puede traducirse aproximadamente al español como "Familia Avalancha", "Familia Inundación"  o "Familia Cascada" (en referencia al diluvio bíblico), pero el nombre casi nunca se traduce completamente del criollo haitiano, aunque a veces se da como " Familia Lavalas". Fue registrado oficialmente como partido político el 30 de octubre de 1996 y el 14 de febrero de 1997 fue reconocido por las autoridades electorales.
Las elecciones fueron fijadas para 2006 por el Gobierno Interino, formado por los gobiernos de Canadá, Estados Unidos y Francia. Algunos miembros del Partido Familia Lavalas afirmaron que Marc Bazin era el candidato de Lavalas. Sin embargo, sus partidarios de base apoyaron abrumadoramente a René García Préval en su campaña como presidente. Los candidatos de Lavalas boicotearon las elecciones en su mayor parte, pero sus votantes apoyaron el surgimiento del partido Lespwa de Preval. Los resultados de las elecciones de la Cámara de Diputados del 7 de febrero y del 21 de abril de 2006 no están disponibles.

## Exclusión electoral
El desempeño del partido Fanmi Lavalas en las elecciones haitianas ha sido difícil de medir desde el golpe de Estado de 2004 que lo derrocó del poder, ya que ha sido excluido repetidamente del proceso democrático. El consejo electoral volvió a excluirlo de la participación en las elecciones generales haitianas de 2010-2011 después de que los candidatos no recibieran los votos necesarios.

## Elecciones generales de 2015
El Conseil Electoral Provisoire aceptó la solicitud de Lavalas de participar en las Elecciones parlamentarias de Haití de 2015-2016. En unas elecciones muy controvertidas que se vieron obligadas a repetirse debido a acusaciones creíbles de fraude electoral, la candidata presidencial del partido, Maryse Narcisse, sólo recibió 110.449 votos, o el 7,32% de los votos populares. Los candidatos del partido a la legislatura obtuvieron 5 escaños de los 85 ya elegidos en las elecciones parlamentarias de 2015; se celebrará una segunda vuelta el 27 de diciembre. El proceso y el resultado de las elecciones de 2015-2016 todavía se consideran controvertidos y, en general, se considera que han tenido dañó la credibilidad del entonces gobierno del fallecido presidente Jovenel Moïse y del gobernante Partido Haitiano Tèt Kale (Partido de los Calvos).

## Miembros de Comité
- Youseline Augustin Bell - Comité de Finanzas,
- Jacob François - Comisión de Información,
- Majolie Zéphirin - Comisión de Información,
- Jean Luc Bell - Comisión de la Juventud.
- Miembros: Louis Bonnet, Ernst Montoban, Jerry Jean Louis, Jean Pierre Barthol, Gary Servius, Claudine Janvier, Philippe André Jacques, Bazelais François, Fritz Péan, Roosevelt Goguette, Abel Moise, Vital Tholerme, Bellefleur Jean, Romane Joseph, Jean Elie Pierre -Louis, Rivière Dantès, Tony Désir, André Joseph

## Resultados electorales
|  | 91.67 % |

|  | 7.05 % |

|  | 9.01 % |